# Каркажу
Каркажу (англ. Carcajou 187) — індіанське поселення в Канаді, у провінції Альберта, у складі спеціалізованого муніципалітету Маккензі.

## Населення
За даними перепису 2016 року, індіанське поселення не мало постійного населення.

## Клімат
Середня річна температура становить 0,2°C, середня максимальна – 22,2°C, а середня мінімальна – -27,5°C. Середня річна кількість опадів – 404 мм.
| Клімат поселення                              | Клімат поселення | Клімат поселення | Клімат поселення | Клімат поселення | Клімат поселення | Клімат поселення | Клімат поселення | Клімат поселення | Клімат поселення | Клімат поселення | Клімат поселення | Клімат поселення | Клімат поселення |
| Показник                                      | Січ.             | Лют.             | Бер.             | Квіт.            | Трав.            | Черв.            | Лип.             | Серп.            | Вер.             | Жовт.            | Лист.            | Груд.            |                  |
| Середній максимум, °C                         | −13,77           | −9,06            | −1,7             | 9,67             | 17,04            | 21,71            | 22,24            | 20,70            | 15,28            | 8,48             | −3,19            | −10,69           |                  |
| Середня температура, °C                       | −20,66           | −15,94           | −8,57            | 2,81             | 10,18            | 14,84            | 16,81            | 15,26            | 9,86             | 3,04             | −8,62            | −16,12           |                  |
| Середній мінімум, °C                          | −27,51           | −22,8            | −15,44           | −4,06            | 3,31             | 7,98             | 11,37            | 9,83             | 4,44             | −2,4             | −14,05           | −21,54           |                  |
| Норма опадів, мм                              | 26               | 19               | 18               | 18               | 32               | 55               | 69               | 53               | 36               | 27               | 30               | 21               |                  |
| Середньомісячна швидкість вітру, м/с          | 3.15             | 3.32             | 3.33             | 3.59             | 3.61             | 3.50             | 2.84             | 3.01             | 3.43             | 3.66             | 3.20             | 3.01             |                  |
| Середньомісячна сонячна радіація, кДж/м²·день | 1988             | 5016             | 10643            | 16628            | 20428            | 21934            | 20949            | 16789            | 10713            | 5524             | 2422             | 1354             |                  |
| --------------------------------------------- | ---------------- | ---------------- | ---------------- | ---------------- | ---------------- | ---------------- | ---------------- | ---------------- | ---------------- | ---------------- | ---------------- | ---------------- | ---------------- |
| Джерело:                                      |                  |                  |                  |                  |                  |                  |                  |                  |                  |                  |                  |                  |                  |